# Josh Hoey
Josh Hoey, född 1 november 1999, är en amerikansk medeldistanslöpare.

## Karriär
Hoey tog vid inomhus-VM 2025 i Nanjing guld på 800 meter.